# Carlos III de Aquitania
Carlos III de Aquitania, conocido como Carlos el Niño (en francés: Charles l'Enfant; en latín: Karolus puer, de acuerdo con los Annales Bertiniani) (alrededor de 847/848-cerca de Buzançais, 29 de septiembre de 866), fue un noble franco, rey de Aquitania desde el 15 octubre de 855 hasta su muerte en 866. Fue el segundo hijo del rey Carlos el Calvo y de su primera esposa Ermentrudis de Orleans y era bisnieto de Carlomagno.
La razón de que se designe como Carlos III de Aquitania es que se cuentan como anteriores Carlos de Aquitania su padre, Carlos el Calvo, y su bisabuelo, Carlomagno.

## Antecedentes
Carlos era el segundo hijo de Carlos el Calvo y hermano de Luis el Tartamudo. El joven Carlos, con menos de diez años, fue coronado en 855 como rey de Aquitania por su propio padre, que llevaba gobernando desde 838 como rey de Aquitania por sí mismo, como una concesión al separatismo aquitano.
Tras el encarcelamiento en el año 852 del rey Pipino II de Aquitania en el monasterio de Saint-Médard de Soissons, los grandes de Aquitania se rebelaron en 853 e hicieron un llamamiento a Luis el Germánico, hermano de Pipino y entonces rey de la Francia Oriental. Le ofrecieron la corona de Aquitania a su hijo Luis el Joven, que atravesó la Neustria con un ejército y cruzó el río Loira a finales de septiembre o principios de octubre de 854, llegando hasta Limoges. Pero la falta de apoyo de los aquitanos después de las atrocidades cometidas por sus soldados y la intervención de su tío, Carlos el Calvo, le aconsejaron la retirada. Se llevaron a cabo unas complejas negociaciones diplomáticas a fin de detener la guerra, pero no tuvieron éxito. En agosto de 854 Carlos el Calvo, decidió intervenir por la fuerza y entró en Aquitania. Al mismo tiempo, Pipino II y su hermano Charles lograron escapar del monasterio donde habían sido encerrados, presentándose en su país y encabezando el levantamiento. Pipino no estuvo a la altura de las expectativas esperadas y los nobles le abandonaron rápidamente ofreciendo la sumisión a Carlos el Calvo, con la condición de que Aquitania fuera reconocida como reino, y que designase como rey a un hijo suyo. Carlos aceptó las condiciones y en octubre de 855 coronó, en Limoges, a su segundo hijo Carlos el Niño.

## Reinado
En Aquitania en 856 Pipino volvía a ser reconocido por los nobles. El 7 de julio, en la asamblea de  Quierzy, Carlos el Calvo ofreció la amnistía a los rebeldes aquitanos que abandonasen el partido de Pipino II. Les convocó en Verberie el 26 de julio, pero no acudieron esperando refuerzos de Luis el Germánico, que  volvía a conspirar, ya que una gran parte de la nobleza franca le inducía a invadir el país y derrocar a Carlos el Calvo. Pero como quiera que Luis, que estaba en campaña contra los eslavos,  no acababa de decidirse, la habilidad negociadora de Carlos se puso de manifiesto y solucionó el problema aquitano consiguiendo, otra vez, el reconocimiento de su hijo. Los aquitanos, convocados  de nuevo en Neaufles en septiembre, se negaron a asistir, pero Carlos consiguió reconciliarse con ellos ese mismo mes y el 14 de octubre reconocieron a Carlos el Niño como rey en la reunión de Chartres.
No obstante, en el 857 la nobleza otorgaba de nuevo su favor a Pipino II, que sería reconocido por el influyente conde Bernardo de Alvèrnia y el abad Alard de San Bertín, otros nobles se unieron a este reconocimiento. Los grandes de Neustria: Hervé, Rorgon, Gosfrid y Roberto el Fuerte, conde de Anjou, se rebelaron aliándose con los aquitanos y los bretones. Pipino buscó la alianza con los  normandos, causando estragos en el Poitou el año siguiente. En marzo de 864, los alistó como mercenarios y puso sitio a Toulouse. Las regiones de Tolosa, el Rouergue y Albi fueron saqueados, pero Pipino no pudo tomar la ciudad defendida por los missi —una institución de carácter compensatorio entre el poder central y el territorial—de Carlos el Calvo. Pipino se retiró y fue después hecho prisionero por el conde Rannoux de Poitiers. Condenado a muerte en junio de 864 por la asamblea de Pîtres como traitre et apostat  [traidor y apóstata], su sentencia fue conmutada por cadena perpetua por el rey, siendo encarcelado en Senlis (Oise), donde murió poco después.
Carlos el Niño, diferencia de anteriores reyes de Aquitania (Luis el Piadoso, Pipino I o el propio Pipino II), no tenía más que una autoridad nominal sobre Aquitania. Antes de 840, el reino había sido gobernado en persona por un rey autónomo; sin embargo, Carlos el Calvo, después de su ascensión al trono, trató de mantener todo el poder en Aquitania. En consecuencia, Carlos el Niño —, y después su hermano, Luis el Tartamudo—, no gobernaron  en persona: no tenían cancillería ni podían emitir ningún instrumento, quedando privados del derecho a otorgar privilegios, dotar a los establecimientos religiosos o disponer de  propiedades reales. Todos los derechos de la región recaían en Carlos el Calvo, en cuya ausencia los nobles del reino ejercían el poder.
Sin embargo, cuando Carlos el Niño creció, comenzó a ejercer la poca autoridad personal que pudo. A principios de 862, apenas adulto, Carlos el Niño tomó por esposa a la viuda  (cuyo nombre es desconocido) de un conde llamado Humbert, sin el permiso paterno, a instancias del conde de Auvernia Étienne y de Efroi, tal vez el antiguo conde de Tolosa. El rey Carlos el Calvo reaccionó y se entrevistó con su hijo en Meung-sur-Loire en mayo de 863, en presencia de su madre, la reina Ermentrude,  obligando al joven Carlos a repudiar a su esposa y mantenerse leal a su padre. El joven rey volvió exasperado a su reino, a pesar de una aparente sumisión. En el otoño del año siguiente, la situación se envenenó y Carlos el Calvo reunió sus tropas en Borgoña. Marchó desde Auxerre (2 de diciembre de 863) a Nevers con la intención de cruzar el Loira para buscar a su hijo en Bourges, la capital. Carlos el Niño se rindió en Nevers sometiéndose con los grandes de Aquitania, que renovaron su juramento de fidelidad al rey de Francia Occidental. El Niño debió de acompañar de vuelta a su padre, que tenía poca confianza en su sumisión. Durante este período el poder central del reino de Francia estaba perdiendo autoridad y Carlos el Calvo no consiguió contener los periódicos ataques de los vikingos, que remontaban los valles del Loira, Gironda y Charente. Las poblaciones locales tenían que depender de los condes y autoridades locales para resistir, reforzando su poder y desligándose de la autoridad central en París.
Después de una asamblea general en mayo de 865 en Ver, a petición de los grandes y obispos aquitanos, Carlos el Calvo envió a Carlos el Niño de nuevo a reinar a Bourges como rey de Aquitania. Un año más tarde, el joven murió en el trascurso de una partida de caza, siendo golpeado accidentalmente con una espada en la cabeza por un miembro de su propia partida en un combate simulado, lo que llevó a Ado de Vienne a decir que «Carlos fue deshonrado (dehonestatus) por haberlo sufrido». El golpe lo dejó incapacitado mentalmente hasta su muerte en 866. No dejó descendientes y fue enterrado en Bourges.
Carlos el Calvo coronó a su hijo mayor, Luis el Tartamudo, futuro Luis II, como rey de Aquitania en marzo de 867. Luis no eligió a ninguno de sus hijos como rey de Aquitania, y, a efectos prácticos puso fin al reino de Aquitania, que no sería reconstruido. Luis el Tartamudo moría poco después en el año 879 y fue sucedido por sus dos hijos, Luis III y Carlomán. Luis III heredó el noroeste de Francia, mientras Carlomán heredaba Burgundia y Aquitania. Sin embargo, en la práctica el poder central de Francia se encontraba tan debilitado que los condes del sur de Francia alcanzaron una autonomía completan y sus dinastías gobernaban con independencia. El gobierno real de París no fue capaz de restablecer su autoridad sobre el sur de Francia durante los cuatro siglos siguientes.
| Títulos Reales Carolingios |                                                             |                               |
| Predecesor: Carlos II      | Rey de Aquitania 855-866 en oposición a Pipino II (838-864) | Sucesor: Luis II el Tartamudo |